# Итоку
Итоку (懿徳天皇 Itoku-tennō) познат и као Ојаматохикосукитомо но Микото био је четврти цар Јапана.
Сматра се да је владао од 510. п. н. е. до 476. п. н. е.

## О владару
Данашњи истраживачи сумњају у постојаност девет царева Јапана, укључујући и Анеија, па их класификују у тз. митолошке цареве, све до Суџина након чега долазе владари са чвршћим доказима постојања. Име „Итоку“ је постхумно име које се јапанском обичају додељује после смрти.
Историчари сврставају Итокуа у тз. митолошке владаре јер чврстих доказа о његовом животу и владавини не постоје и мало се тога зна о њему. У записима Коџики и Нихон шоки остало је сачувано име и генелогија владара. Иако нема јачих доказа да је овај владар заиста владао, Јапанци су традиционално прихватили његово постојање одржавајући место које се сматра његовим гробом (царски мисасаги). Сматра се да је био син цара Анеија и принцезе Нунасоко Накацу која је била унука Котоширо Нушија.
Џиен, јапански песник, писац и будистички монах из 12. века оставио је запис да је Итоку био други или трећи син цара Анеија али није наведено зашто је Итоку прескочио своју старију браћу као владар на трону. Сматра се да је владао из палате Мигарио-но-мија у месту Кару који ће касније бити део Јамато провинције.
Посмртно име цара у грубом преводу значи "добра врлина". Ипак сугерише се да је то име изведено из кинеске форме и може се повезати са будизмом који је касније дошао у Јапан, што говори да је тај назив додељен доста касније, вероватно у време када је Коџики написан.
Право место где је сахрањен цар Анеи ни данас није познато па се уместо тога традиционално поштује у шинтоистичком храму (мисасаги) у Нари. Тамо је и његов званични маузолејум Унеби јама но минами но Масаго но тани но е но мисасаги.